# Меседа (река)
Меседа́ — река в России на Южном Урале, протекает в Катав-Ивановском районе Челябинской области. Устье реки находится в 4,2 км по левому берегу реки Буланка. Длина реки составляет 11 км.
На реке стоит одноимённое село

## Данные водного реестра
По данным государственного водного реестра России относится к Камскому бассейновому округу, водохозяйственный участок реки — Уфа от Нязепетровского гидроузла до Павловского гидроузла, без реки Ай, речной подбассейн реки — Белая. Речной бассейн реки — Кама.
Код объекта в государственном водном реестре — 10010201112111100023200.